# Tinea coracopis
Tinea coracopis is een vlinder uit de familie van de echte motten (Tineidae). De wetenschappelijke naam van de soort werd in 1909 gepubliceerd door Edward Meyrick. De soort komt voor in Peru.